# Collecchio

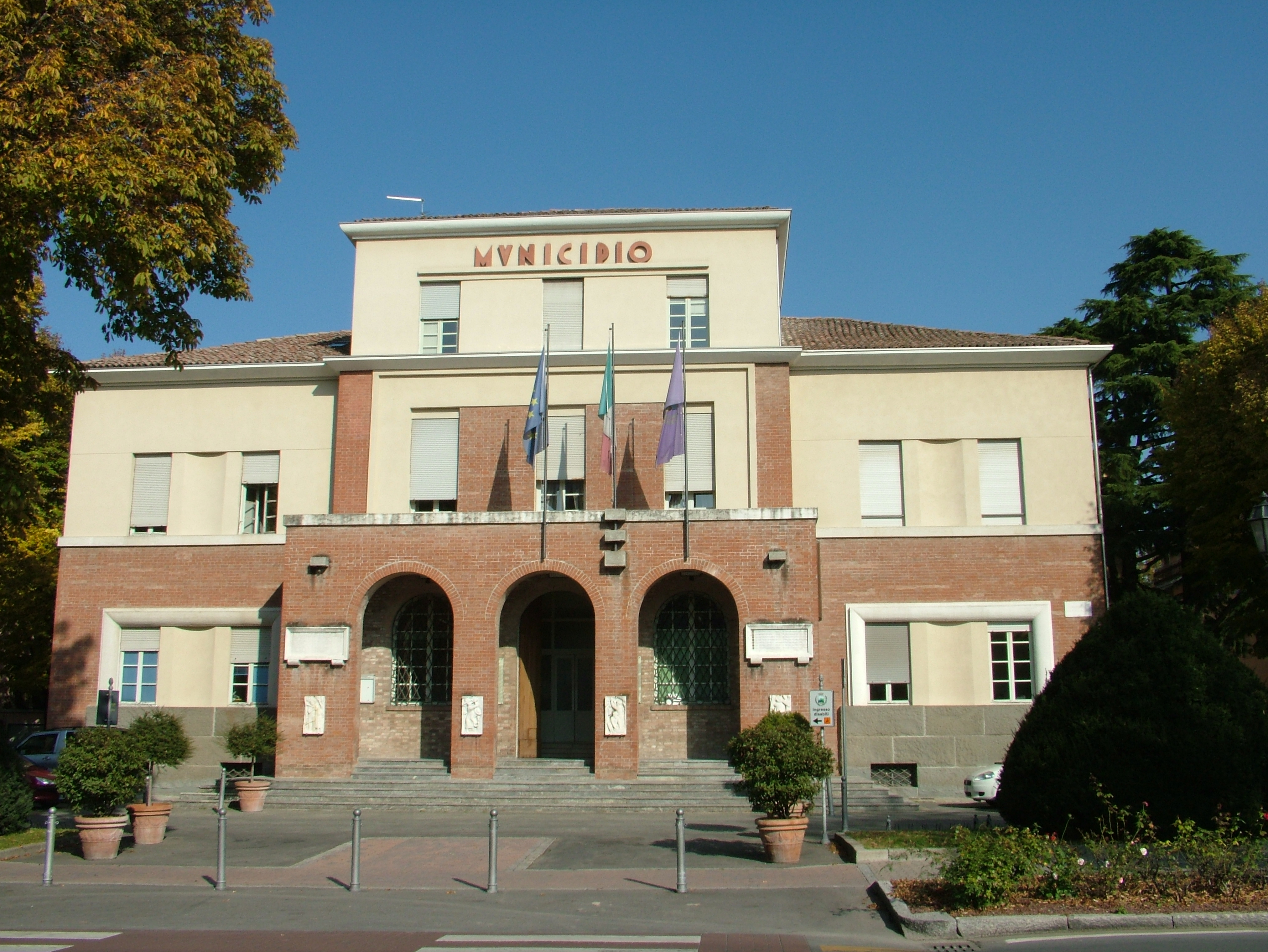
Gemeindeverwaltung von Collecchio

Collecchio ist eine norditalienische Gemeinde (comune) mit 14.774 Einwohnern (Stand 31. Dezember 2023) in der Provinz Parma in der Emilia-Romagna. Die Gemeinde liegt etwa 10 Kilometer südwestlich von Parma am Taro.
Die Gemeinde ist einer der Sportstützpunkte Parmas. 1991 war Collecchio Etappenort des Giro d’Italia.
Bekannt wurde die Gemeinde als Sitz des Lebensmittelkonzerns Parmalat, der 2003/2004 insolvent ging und seit 2005 wieder als Aktiengesellschaft im Lebensmittelgeschäft tätig ist.

## Verkehr
Die Gemeinde wird durchquert von der Strada Statale 62. Ein Bahnhof besteht jeweils im Hauptort und in Ozzano Taro an der Bahnstrecke von Parma nach La Spezia (Ferrovia Pontremolese).

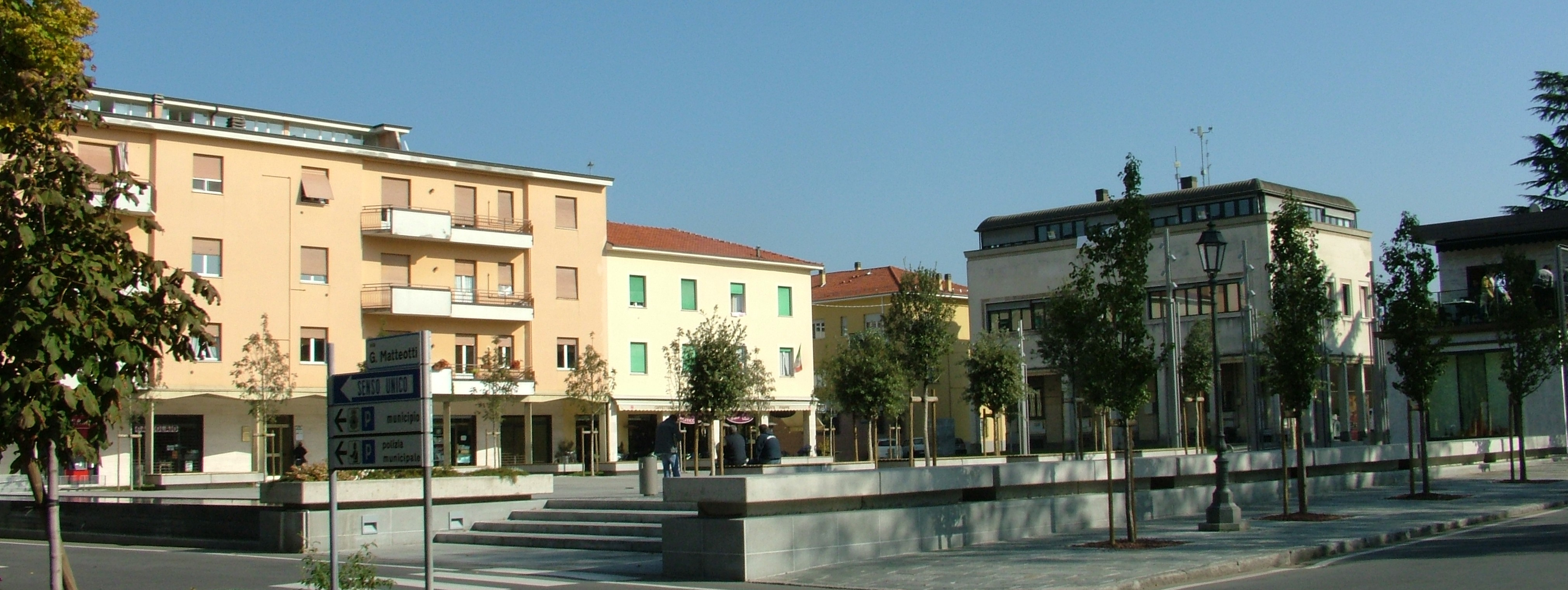
Piazza Libertà

## Persönlichkeiten
- Gerardo Segarelli (um 1240–1300), Häretiker
- Calisto Tanzi (1938–2022), Gründer von Parmalat

## Gemeindepartnerschaften
Collecchio unterhält Partnerschaften mit der hessischen Stadt Butzbach (Deutschland) und der spanischen Gemeinde Melide in der Provinz A Coruña.